# Еспедејак
Еспедејак (фр. Espédaillac) насеље је и општина у јужној Француској у региону Миди Пирене, у департману Лот која припада префектури Фижак.
По подацима из 2011. године у општини је живело 257 становника, а густина насељености је износила 7,36 становника/km². Општина се простире на површини од 34,93 km². Налази се на средњој надморској висини од 367 метара (максималној 444 m, а минималној 255 m).

## Демографија
| 1962. | 1968. | 1975. | 1982. | 1990. | 1999. | 2011. |
| ----- | ----- | ----- | ----- | ----- | ----- | ----- |
| 187   | 219   | 212   | 260   | 230   | 241   | 257   |

График промене броја становника у току последњих година